# 单硬脂酸甘油酯
单硬脂酸甘油酯（英語：Glycerol monostearate）简称GMS，是一种单酸甘油酯，固態為乳白色的蜡状，有好闻的脂肪气味，由硬脂酸与甘油酯化而得，冷却得成，能溶于熱水、热醇、石油和烃中。一般用于日用化學品，如制冷霜、雪花膏；也用于医药和食品加工業中用作乳化剂。